# UBIGEO
UBIGEO (ісп. Ubicación Geográfica) — кодифікаційна система, яка використовується в Перу для позначення географічного розташування адміністративних одиниць країни. Код UBIGEO присвоюється кожному регіону, провінції та району країни. Система була створена Національним інститутом статистики та підрахунку (INEI, ісп. Instituto Nacional de Estadística e Informática) для статистичних і адміністративних цілей.

## Структура коду
Кожен код UBIGEO складається з шести цифр:
Перші дві цифри — регіон,
Наступні дві — провінція,
Останні дві — район.
Наприклад, код 150101:
15 — регіон Ліма,
01 — провінція Ліма,
01 — район Сентро-де-Ліма.

## Використання
UBIGEO застосовується в: переписах населення, статистичних дослідженнях, адміністративному управлінні, геоінформаційних системах.
Це дозволяє стандартизувати облік і аналіз інформації, пов'язаної з територіальним розташуванням.